# Kormesius
Kormesius, aussi Kormesiy, Kormesosh, Kormisosh, Kermes, Cormes ou Comers, appelé par les byzantins Kormessios, Kormesios, Kormisos ou Kermios, est un khan bulgare de la dynastie des Dulo, qui règne de 718 à 724.

## Biographie
Boyard de la famille du Clan Vokil ou Ukil, Christian Settipani le fait petit-fils paternel d'Asparoukh.
Il jouait déjà un rôle important en tant que principal lieutenant de son prédécesseur Tervel. Il contribua alors à signer en 716 (ou 717 ?) un traité d'assistance entre la Bulgarie et l'Empire byzantin, traité conclu avec Théodose III et Germain Ier, patriarche de Constantinople. Théophane le Confesseur note que ce traité fut révisé en 812 par Krum et Michel Ier Rhangabé. Ce traité semble entre autres avoir défini la ligne de démarcation entre les deux États.
En raison d'un manque de lisibilité de l'annuaire des Khans bulgares, certains historiens estiment que ce roi partageait le pouvoir avec Tervel, d'autres estiment qu'il lui a succédé.
Kormesius n'est cité nulle part ailleurs. Selon le texte bulgare Ja'far Tarikh, il aurait été le fils de Tervel et le successeur de son frère Ajjar, et aurait été déposé par son fils Sevar. Christian Settipani le fait le fils de la fille, de son nom probablement Anastasie, de Justinien II et de sa première femme Eudocie et le neveu d'Ajjar. Il fut aussi le père de Vinekh et le beau-père de Savin.